# Octavia la Menor
Octavia la Menor  (Nola, 64 a. C. - Roma, 11 a. C.) fue la única hermana del primer emperador romano, Augusto, y media hermana de Octavia la Mayor, hija del primer matrimonio de su padre. Fue una de las mujeres más prominentes de la historia romana, respetada y admirada por sus contemporáneos por su lealtad, nobleza y humanidad y por conservar las virtudes femeninas romanas tradicionales.

## Infancia
Octavia fue la única hija del segundo matrimonio de Cayo Octavio Turino con Acia, sobrina de Julio César. Su padre, senador y gobernador de Macedonia, murió por causas naturales en el año 59 a. C. en el camino de regreso a Roma, ya que iba a presentar su candidatura al consulado. Poco después, su madre se casó con Lucio Marcio Filipo, amigo de su padre y cónsul en el año 56 a. C. Filipo se hizo cargo de Octavia y su hermano, junto con los hijos de su primer matrimonio. Parte de su niñez la pasó viajando con sus padres. Al parecer tenía muy buena relación con su hermano menor Octavio.

## Primer matrimonio
En el año 54 a. C., su padrastro había concertado su matrimonio con Cayo Claudio Marcelo (88-40 a. C.), miembro de la distinguida familia de los Claudios y descendiente directo de Marco Claudio Marcelo, general de las guerras púnicas, pero tras la muerte de Julia, hija de Julio César y prima hermana de su madre, César propuso al viudo Pompeyo nuevo matrimonio con la joven Octavia, aunque Pompeyo declinó el ofrecimiento y Octavia fue casada con Marcelo, a pesar de su oposición contra César, durante el crucial año de su consulado (50 a. C.). Aunque inicialmente se opuso a que César regresara a Italia, al no levantarse en armas contra este en la Batalla de Farsalia, fue perdonado. Octavia y Marcelo tuvieron tres hijos: Marco Claudio Marcelo (43-23 a. C.), Claudia Marcela la Mayor y Claudia Marcela la Menor (abuela de la emperatriz Mesalina).

## Segundo matrimonio

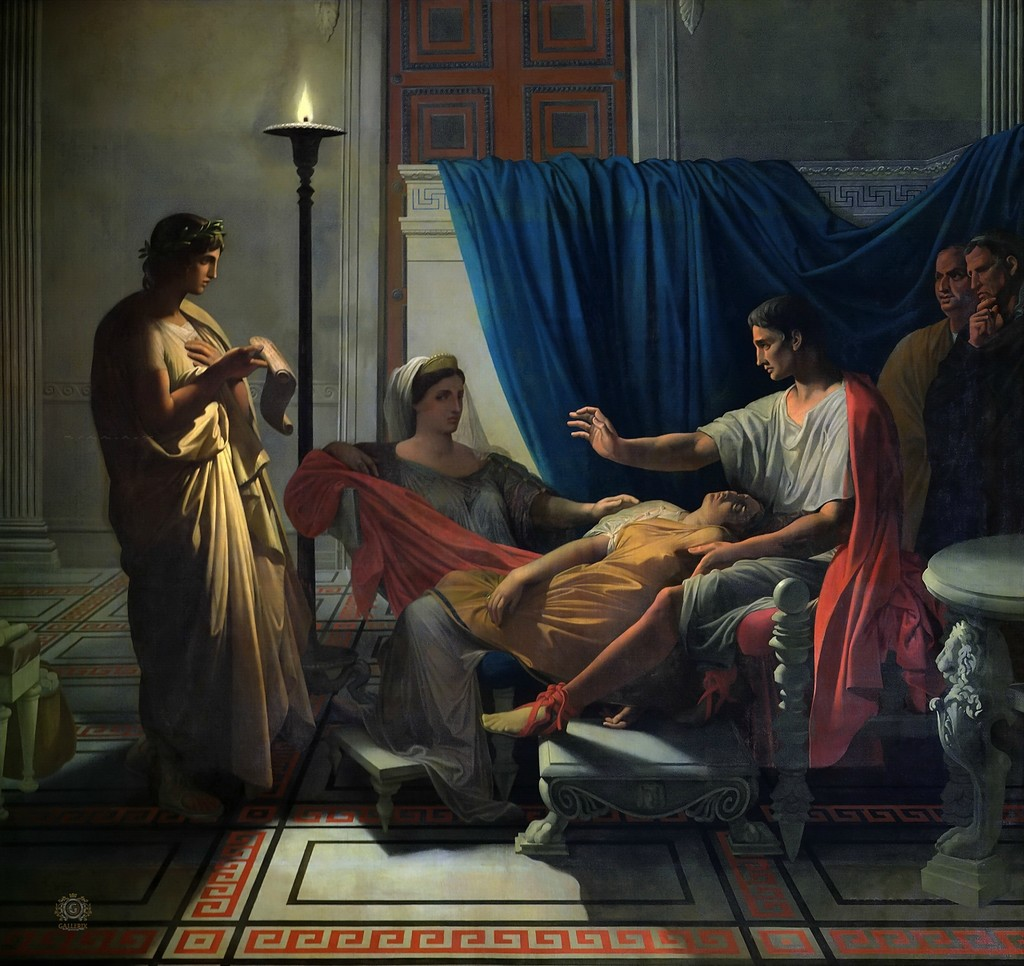
Virgilio lee la Eneida a Livia, Octavia y Augusto (1812), de Jean-Auguste-Dominique Ingres, Museo de los Agustinos, Toulouse

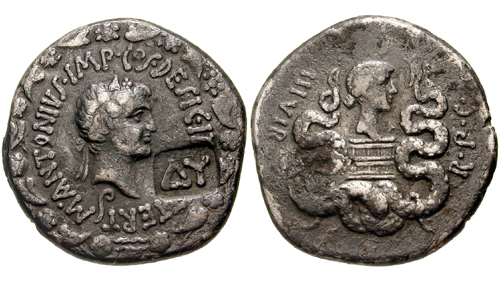
Busto de Marco Antonio (derecha) en la otra moneda la imagen de Octavia.

Por un decreto senatorial, Octavia se casó con Marco Antonio en octubre del año 40 a. C., quien también había quedado recientemente viudo de su tercera esposa Fulvia. El matrimonio había sido aprobado por razones políticas, para cimentar la débil alianza entre su hermano Octavio y Marco Antonio (Segundo Triunvirato). A pesar de esto, Octavia fue una esposa leal y fiel. Entre los años 40 y 36 a. C. vivió con su marido en una mansión en Atenas junto con sus tres hijos y los dos hijos que tuvo con Antonio: Antonia la Mayor y Antonia la Menor.
En el año 36 a. C. fue definitivamente abandonada por Marco Antonio por su amante, la reina egipcia Cleopatra VII con la que ya tenía tres hijos, y a finales de ese año Octavia regresó a Roma con sus cinco hijos y los niños de Antonio. Finalmente, en el año 32 a. C., Marco Antonio se divorció de Octavia, hecho que desencadenó la ruptura definitiva del Triunvirato y el comienzo de la cuarta guerra civil romana. 
En el año 31 a. C., Marco Antonio y Cleopatra fueron derrotados por la flota de Octavio en las cercanías de Actium, en Grecia. Siendo ya inminente la entrada de Octavio en Alejandría (agosto del año 30 a. C.), Marco Antonio y Cleopatra se suicidaron. Octavia se hizo cargo de los tres hijos que Marco Antonio había tenido con Cleopatra: los mellizos Cleopatra Selene (40 a. C.- 6 d. C.) y Alejandro Helios (40-20 a. C.) y Ptolomeo Filadelfo (36-25 a. C.). Los niños varones pronto desaparecieron en circunstancias misteriosas: Alejandro Helios y Tolomeo Filadelfo murieron en Roma a los pocos años de su llegada a la capital. La hermana melliza Cleopatra Selene recibió una educación romana y se convirtió en reina de Mauritania tras casarse con el rey Juba II.

## Obras
Fue una de las primeras impulsoras de la ciudad. En el 27 a. C. construyó el Pórtico de Octavia, que fue la primera construcción pública construida por una mujer en Roma. Este pórtico fue construido en el Campo de Marte romano. Se trataba de un gran espacio con templo, biblioteca y pinacoteca para obras de arte. Formó parte de la gran reconstrucción de Roma que estaba en ruinas tras la guerra.

## Últimos años

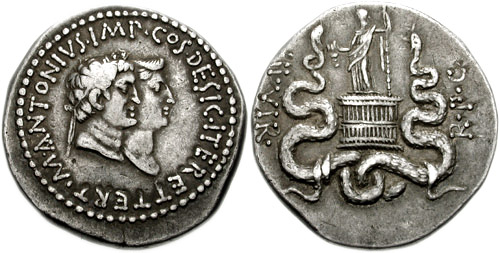
Marco Antonio y Octavia.

En el año 25 a. C., su hijo Marcelo fue adoptado por su hermano Octavio, quien le tenía gran afecto, y lo casó con su hija Julia. Pero dos años más tarde, el joven Marcelo murió por enfermedad. Octavia nunca se recuperó de la pérdida de su hijo y se retiró de la vida pública. Respecto a esto, el gramático Aelio Donato, en su vida de Virgilio, refiere que el poeta leyó varios capítulos de La Eneida para Augusto, el cual estaba acompañado de su hermana. Conociendo el afecto de Virgilio por Octavia, había escrito unos versos en su Libro VI en recuerdo de Marcelo, algo que la emocionó profundamente. Como agradecimiento, Octavia ordenó que se gratificara a Virgilio con diez mil sestercios. En el año 11 a. C., poco después del matrimonio de su sobrina con Tiberio, moría Octavia, aunque Suetonio afirma que "Octavio perdió a su hermana cuando contaba cincuenta y cuatro años" (9 a. C.). Su hermano le rindió los más altos honores fúnebres, como la construcción del llamado Pórtico de Octavia y su deificación, aunque rechazó algunos de los demás honores decretados por el Senado. Fue de las primeras mujeres romanas cuya imagen figuró en las monedas acuñadas.